# مارك روبرتس
مارك روبرتس (بالإنجليزية: Marc Roberts)‏ (26 يوليو 1990 ببارنسلي في المملكة المتحدة - ) هو لاعب كرة قدم بريطاني في مركز الدفاع. لعب مع نادي بارنسلي وBuxton F.C. ‏ ووركشوب تاون ‏ وWakefield F.C. ‏ وإف سي هاليفاكس تاون.

## وصلات خارجية
- مارك روبرتس على موقع قاعدة بيانات كرة القدم.إي يو (الإنجليزية)
- مارك روبرتس على موقع Soccerbase.com (لاعب) (الإنجليزية)
- مارك روبرتس على موقع Soccerway.com (الإنجليزية)